# Фітово
Фітово (пол. Fitowo, нім. Fittowo, 1939-45: Fitte) — село в Польщі, у гміні Біскупець Новомейського повіту Вармінсько-Мазурського воєводства.
Населення — 95 осіб (2011).
У 1975-1998 роках село належало до Торунського воєводства.

## Демографія
Демографічна структура станом на 31 березня 2011 року:
|          | Загалом | Допрацездатний вік | Працездатний вік | Постпрацездатний вік |
| -------- | ------- | ------------------ | ---------------- | -------------------- |
| Чоловіки | 47      | 8                  | 33               | 6                    |
| Жінки    | 48      | 11                 | 27               | 10                   |
| Разом    | 95      | 19                 | 60               | 16                   |